# شاهزاده کان این کوتوهیتو
شاهزاده کان این کوتوهیتو (به ژاپنی: 閑院宮載仁親王, Kan'in-no-miya Kotohito-shinnō); ۱۰ نوامبر ۱۸۶۵ – ۲۱ مهٔ ۱۹۴۵) از دودمان یاماتو؛ پرسنل نظامی اهل شوگون‌سالاری توکوگاوا بود.